# Bà Rịa
Bà Rịa es una ciudad del sureste de Vietnam, capital de la provincia de Ba Ria-Vung Tau. Con un de área 91,5 kilómetros cuadrados. Su población en era de 2005 122.424 habitantes. La ciudad se encuentra a noventa kilómetros al este-sureste de Ciudad Ho Chi Minh y a veinte kilómetros al noroeste de la ciudad petrolera de Vũng Tàu.
- Datos: Q2202401
- Multimedia: Ba Ria / Q2202401